# Bol'šie Berezniki
Bol'šie Berezniki (in russo Большие Березники?) è un villaggio della Repubblica di Mordovia, Russia. È il centro amministrativo del distretto Bol'šebereznikovskij.
È situato sulla riva sinistra della Sura, 57 km a est della capitale Saransk.